# 四川唐家河国家级自然保护区
四川唐家河国家级自然保护区位于全球生物多样性热点之一的中国西南山地。地处四川省广元市青川县，总面积约400平方公里。现已整体并入大熊猫国家公园。
保护区成立于1978年，主要保护对象为大熊猫、川金丝猴、四川羚牛等珍稀物种及其栖息地。

## 地理与环境
保护区位于四川盆地西北缘，属岷山山系摩天岭南麓、龙门山西北侧，北接甘肃白水江国家级自然保护区，西邻四川绵阳市平武县。区内地形复杂，最高海拔为3,864米，最低为1,100米。境内河谷发育，溪沟密布，共有4条大沟、46条支沟和123条小支沟，是白龙江第一支流青竹江的发源地。
保护区属亚热带季风气候，温暖湿润，年均气温约13.7 °C，年降水量约1,300毫米。土壤随海拔自低至高依次为黄壤、黄棕壤、暗棕壤与亚高山草甸土。植被类型随海拔高度分布有常绿阔叶林、常绿落叶阔叶混交林、针阔混交林、亚高山针叶林，以及高山灌丛与草甸。